# Coppa Libertadores 2016 (calcio a 5)
La Coppa Libertadores 2016 è la 15ª edizione del torneo continentale riservato ai club di calcio a 5 vincitori nella precedente stagione del massimo campionato delle federazioni affiliate alla CONMEBOL. La competizione si è giocata dal 12 al 19 giugno 2016.

## Squadre partecipanti
Tutte le nazioni schierano una squadra, per un totale di 10 squadre.

### Lista
I club sono stati ordinati in ordine alfabetico della federazione.

| Rank | Squadra            |
| ---- | ------------------ |
| 1    | Kimberley          |
| 2    | CRE                |
| 3/TH | Jaraguá            |
| 4    | Cobresal           |
| 5    | Águilas Doradas    |
| 6    | Galapagos          |
| 7/H  | Cerro Porteño      |
| 8    | Primero de Mayo    |
| 9    | Old Christians     |
| 10   | Guerreros del Lago |

Note
- (TH) Squadra campione in carica
- (H) – Squadra ospitante

### Formula
Le 10 squadre si affrontano in due gironi da cinque, sorteggiati il 19 aprile. Le prime due di ogni girone accedono alla fase finale ad eliminazione diretta, le terze giocano la finale per il 5º posto, le quarte per il 7º posto e le quinte per il 9º posto.

## Fase a gironi

### Gruppo A
| Squadra         | P.ti | G | V | N | P | GF | GS | DR  |
| --------------- | ---- | - | - | - | - | -- | -- | --- |
| Cerro Porteño   | 12   | 4 | 4 | 0 | 0 | 23 | 5  | +18 |
| Águilas Doradas | 9    | 4 | 3 | 0 | 1 | 9  | 8  | +1  |
| CRE             | 4    | 4 | 1 | 1 | 2 | 11 | 12 | -1  |
| Cobresal        | 4    | 4 | 1 | 1 | 2 | 9  | 16 | -7  |
| Galapagos       | 0    | 4 | 0 | 0 | 4 | 6  | 19 | -13 |

### Gruppo B
| Squadra            | P.ti | G | V | N | P | GF | GS | DR  |
| ------------------ | ---- | - | - | - | - | -- | -- | --- |
| Jaraguá            | 12   | 4 | 4 | 0 | 0 | 12 | 4  | +8  |
| Kimberley          | 7    | 4 | 2 | 1 | 1 | 10 | 8  | +2  |
| Primero de Mayo    | 6    | 4 | 2 | 0 | 2 | 9  | 10 | -1  |
| Old Christians     | 4    | 4 | 1 | 1 | 2 | 10 | 9  | +1  |
| Guerreros del Lago | 0    | 4 | 0 | 0 | 4 | 8  | 18 | -10 |

## Fase a eliminazione diretta

### Tabellone
|  | Semifinali      | Semifinali      | Semifinali |         |               | Finale          | Finale          | Finale          |  |
|  |                 |                 |            |         |               |                 |                 |                 |  |
|  | Cerro Porteño   | Cerro Porteño   | 2          |         |               |                 |                 |                 |  |
|  | Cerro Porteño   | Cerro Porteño   | 2          |         |               |                 |                 |                 |  |
|  | Kimberley       | Kimberley       | 1          |         |               |                 |                 |                 |  |
|  | Kimberley       | Kimberley       | 1          |         | Cerro Porteño | Cerro Porteño   | 4               |                 |  |
|  |                 |                 |            |         | Cerro Porteño | Cerro Porteño   | 4               |                 |  |
|  |                 |                 | Jaraguá    | Jaraguá | 2             |                 |                 |                 |  |
|  | Jaraguá         | Jaraguá         | Jaraguá    | Jaraguá | 2             | 4               |                 |                 |  |
|  | Jaraguá         | Jaraguá         |            |         |               | 4               |                 |                 |  |
|  | Águilas Doradas | Águilas Doradas | 0          |         |               | Finale 3º posto | Finale 3º posto | Finale 3º posto |  |
|  | Águilas Doradas | Águilas Doradas | 0          |         |               |                 |                 |                 |  |
|  |                 |                 |            |         |               |                 |                 |                 |  |
|  |                 |                 |            |         |               | Kimberley       | Kimberley       | 1               |  |
|  |                 |                 |            |         |               | Kimberley       | Kimberley       | 1               |  |
|  |                 |                 |            |         |               | Águilas Doradas | Águilas Doradas | 2               |  |

|  | Finale 5º posto |   |
|  |                 |   |
|  | CRE             | 7 |
|  | CRE             | 7 |
|  | Primero de Mayo | 1 |
|  | Primero de Mayo | 1 |

|  | Finale 7º posto |       |
|  |                 |       |
|  | Cobresal (dcr)  | 4 (5) |
|  | Cobresal (dcr)  | 4 (5) |
|  | Old Christians  | 4 (4) |
|  | Old Christians  | 4 (4) |

|  | Finale 9º posto    |   |
|  |                    |   |
|  | Galapagos          | 6 |
|  | Galapagos          | 6 |
|  | Guerreros del Lago | 4 |
|  | Guerreros del Lago | 4 |